# Descurainia ramosissima
Descurainia ramosissima là một loài thực vật có hoa trong họ Cải. Loài này được Rollins mô tả khoa học đầu tiên năm 1984.